# 帕瓦莎·巴希尔
帕瓦莎·巴希尔（Palwasha Bashir，1987年10月20日—），巴基斯坦女子羽毛球運動員。

## 簡歷
2016年10月，帕瓦莎·巴希尔出戰巴基斯坦國際系列賽，除了赢得女子單打冠軍外，又與賽馬·曼蘇爾贏得女子雙打冠軍。

## 主要比賽成績
只列出曾進入準決賽的國際賽事成績：
| 年份   | 賽事                     | 公開賽級別 | 項目     | 拍檔           | 成績   |
| ------ | ------------------------ | ---------- | -------- | -------------- | ------ |
| 2015年 | 巴林羽毛球國際系列賽     | 國際系列賽 | 女子雙打 | 萨拉·莫赫曼德  | 亞軍   |
| 2016年 | 巴基斯坦羽毛球國際系列賽 | 國際系列賽 | 女子單打 | －             | 冠軍   |
| 2016年 | 巴基斯坦羽毛球國際系列賽 | 國際系列賽 | 女子雙打 | 賽馬·曼蘇爾    | 冠軍   |
| 2017年 | 巴基斯坦羽毛球國際系列賽 | 國際系列賽 | 女子雙打 | Khizra Rasheed | 冠軍   |
| 2019年 | 巴基斯坦羽毛球國際系列賽 | 國際系列賽 | 女子單打 | －             | 準決賽 |
| 2019年 | 南亞運動會羽毛球比賽     | 其他       | 女子團體 | －             | 銅牌   |
| 2020年 | 烏干達羽毛球國際賽       | 國際系列賽 | 女子雙打 | 瑪胡爾·沙扎德  | 準決賽 |
| 2020年 | 肯亞羽毛球國際賽         | 未來系列賽 | 女子雙打 | 瑪胡爾·沙扎德  | 亞軍   |

| 2007-2017年 | 首要超級賽 | 超級賽 | 黃金大獎賽 | 大獎賽 | 國際挑戰賽 | 國際系列賽 | 未來系列賽 | 其他 |

| 2018-2026年 | 總決賽 | 超級1000賽 | 超級750賽 | 超級500賽 | 超級300賽 | 超級100賽 | 國際挑戰賽 | 國際系列賽 | 未來系列賽 | 其他 |